# Aname aurea
Aname aurea là một loài nhện trong họ Nemesiidae.
Aname aurea được miêu tả năm 1918 bởi Rainbow & Pulleine.